# Justified and Lovin' It Live
A Justified and Lovin' It Live foi a segunda turnê do cantor e compositor pop norte-americano Justin Timberlake, em suporte de seu álbum solo de estréia, Justified. Essencialmente, a turnê funcionou como uma continuaçao da Justified/Stripped Tour, sua turnê anterior em parceria com a cantora Christina Aguilera. A Justified and Lovin' It Live foi patrocinada pela rede de fast-food McDonalds e teve um faturamento estimado em $112 milhões. Durante os oito meses em que durou, a turnê percorreu países da Europa, América do Norte e Oceania. A turnê foi gravada e posteriormente foi lançado o DVD "Justin Timberlake: Live in London", com o show gravado na capital britânica entre os dias 10 e 12 de Julho de 2004.

## Shows de Abertura
- Lemar (Datas Selecionadas)
- Solange (Datas Selecionadas)

## Setlist
1. "Ghetto Blaster" (video intro)
2. "Rock Your Body"
3. "Right For Me"
4. "Gone"
5. "Girlfriend"
6. "Señorita"
7. "Still on My Brain"
8. "Nothin' Else"
9. "Cry Me a River"
10. "Let's Take a Ride"
11. "I'm Lovin' It"
12. "Last Night"
13. "Take Me Now"
14. "Take It From Here"
15. "Like I Love You"

## Datas
| Data                   | Cidade     | País             | Local                                     |
| ---------------------- | ---------- | ---------------- | ----------------------------------------- |
| Europa                 |            |                  |                                           |
| 07 de Maio de 2003     | Sheffield  | Inglaterra       | Hallam FM Arena                           |
| 09 de Maio de 2003     | Manchester | Inglaterra       | Manchester Evening News Arena             |
| 10 de Maio de 2003     | Manchester | Inglaterra       | Manchester Evening News Arena             |
| 11 de Maio de 2003     | Newcastle  | Inglaterra       | Telewest Arena                            |
| 12 de Maio de 2003     | Birmingham | Inglaterra       | LG Arena                                  |
| 14 de Maio de 2003     | Londres    | Inglaterra       | Wembley Arena                             |
| 15 de Maio de 2003     | Londres    | Inglaterra       | Wembley Arena                             |
| 17 de Maio de 2003     | Londres    | Inglaterra       | London Docklands Arena                    |
| 18 de Maio de 2003     | Londres    | Inglaterra       | London Docklands Arena                    |
| 20 de Maio de 2003     | Dublin     | Irlanda          | Point Theater                             |
| 21 de Maio de 2003     | Dublin     | Irlanda          | Point Theater                             |
| América do Norte       |            |                  |                                           |
| 13 de Outubro de 2003  | Washington | Estados Unidos   | 9:30 Club                                 |
| 14 de Outubro de 2003  | Norfolk    | Estados Unidos   | NOVA City Centre                          |
| 16 de Outubro de 2003  | Cleveland  | Estados Unidos   | Agora Theatre                             |
| 17 de Outubro de 2003  | Detroit    | Estados Unidos   | State Theatre                             |
| 19 de Outubro de 2003  | Memphis    | Estados Unidos   | The New Daisy Theatre                     |
| Europa                 |            |                  |                                           |
| 16 de Novembro de 2003 | Ghent      | Bélgica          | Flanders Sports Arena                     |
| 17 de Novembro de 2003 | Cologne    | Alemanha         | Kölnarena                                 |
| 19 de Novembro de 2003 | Munique    | Alemanha         | Olympiahalle                              |
| 22 de Novembro de 2003 | Hamburgo   | Alemanha         | Color Line Arena                          |
| 23 de Novembro de 2003 | Frankfurt  | Alemanha         | Festhalle Frankfurt                       |
| 25 de Novembro de 2003 | Berlim     | Alemanha         | Velodrom                                  |
| 26 de Novembro de 2003 | Arnhem     | Países Baixos    | GelreDome XS                              |
| 29 de Novembro de 2003 | Paris      | França           | Palais Omnisports de Paris-Bercy          |
| 30 de Novembro de 2003 | Paris      | França           | Palais Omnisports de Paris-Bercy          |
| 1 de Dezembro de 2003  | Birmingham | Inglaterra       | National Indoor Arena                     |
| 2 de Dezembro de 2003  | Birmingham | Inglaterra       | National Indoor Arena                     |
| 3 de Dezembro de 2003  | Birmingham | Inglaterra       | National Indoor Arena                     |
| 5 de Dezembro de 2003  | Londres    | Inglaterra       | Earls Court Exhibition Centre             |
| 6 de Dezembro de 2003  | Londres    | Inglaterra       | Earls Court Exhibition Centre             |
| 7 de Dezembro de 2003  | Londres    | Inglaterra       | Earls Court Exhibition Centre             |
| 8 de Dezembro de 2003  | Londres    | Inglaterra       | Earls Court Exhibition Centre             |
| 10 de Dezembro de 2003 | Manchester | Inglaterra       | Manchester Evening News Arena             |
| 11 de Dezembro de 2003 | Manchester | Inglaterra       | Manchester Evening News Arena             |
| 12 de Dezembro de 2003 | Manchester | Inglaterra       | Manchester Evening News Arena             |
| 14 de Dezembro de 2003 | Sheffield  | Inglaterra       | Hallam FM Arena                           |
| 15 de Dezembro de 2003 | Sheffield  | Inglaterra       | Hallam FM Arena                           |
| 17 de Dezembro de 2003 | Belfast    | Irlanda do Norte | Odyssey Arena                             |
| 18 de Dezembro de 2003 | Belfast    | Irlanda do Norte | Odyssey Arena                             |
| 20 de Dezembro de 2003 | Dublin     | Irlanda          | The Point                                 |
| 21 de Dezembro de 2003 | Dublin     | Irlanda          | The Point                                 |
| 9 de Janeiro de 2004   | Londres    | Inglaterra       | Earls Court Exhibition Centre             |
| 10 de Janeiro de 2004  | Londres    | Inglaterra       | Earls Court Exhibition Centre             |
| 11 de Janeiro de 2004  | Londres    | Inglaterra       | Earls Court Exhibition Centre             |
| 14 de Janeiro de 2004  | Glasgow    | Escócia          | Scottish Exhibition and Conference Centre |
| 15 de Janeiro de 2004  | Glasgow    | Escócia          | Scottish Exhibition and Conference Centre |
| 16 de Janeiro de 2004  | Glasgow    | Escócia          | Scottish Exhibition and Conference Centre |
| 18 de Janeiro de 2004  | Birmingham | Inglaterra       | National Indoor Arena                     |
| 19 de Janeiro de 2004  | Birmingham | Inglaterra       | National Indoor Arena                     |
| 21 de Janeiro de 2004  | Newcastle  | Inglaterra       | Telewest Arena                            |
| 22 de Janeiro de 2004  | Newcastle  | Inglaterra       | Telewest Arena                            |
| 23 de Janeiro de 2004  | Manchester | Inglaterra       | Manchester Evening News Arena             |
| 24 de Janeiro de 2004  | Manchester | Inglaterra       | Manchester Evening News Arena             |
| 25 de Janeiro de 2004  | Manchester | Inglaterra       | Manchester Evening News Arena             |
| Oceania                |            |                  |                                           |
| 11 de Junho de 2004    | Melbourne  | Austrália        | Festival Hall                             |
| 12 de Junho de 2004    | Melbourne  | Austrália        | Festival Hall                             |
| 13 de Junho de 2004    | Melbourne  | Austrália        | Festival Hall                             |
| 16 de Junho de 2004    | Sydney     | Austrália        | Hordern Pavilion                          |
| 17 de Janeiro de 2004  | Sydney     | Austrália        | Hordern Pavilion                          |
| 18 de Junho de 2004    | Sydney     | Austrália        | Hordern Pavilion                          |
| 21 de Janeiro de 2004  | Brisbane   | Austrália        | Lyric Theatre                             |